# Ines Khouildi
Ines Khouildi, sau Inès Khouildi(în arabă إيناس الخويلدي, născută pe 11 martie 1985, la Nefza), este o handbalistă din Tunisia care joacă pentru clubul Thüringer HC și pentru echipa națională a Tunisiei.
Khouildi, care evoluează pe postul de intermediar stânga, a făcut parte din selecționata tunisiană la Campionatele Mondiale din 2009, 2011, 2015 și 2017.

## Palmares
- Cupa Challenge:
  -  Câștigătoare : 2011
  - Sfert-finalistă: 2007, 2008

- Liga Națională:
  -  Câștigătoare: 2019

- Cupa României:
  -  Finalistă: 2018, 2019

- Supercupa României
  -  Câștigătoare: 2018